# Nothotrichocera collessi
Nothotrichocera collessi är en tvåvingeart som beskrevs av Krzeminska 2001. Nothotrichocera collessi ingår i släktet Nothotrichocera och familjen vintermyggor. Inga underarter finns listade i Catalogue of Life.